# Carl Degelow
Carl („Charly“) Degelow (* 5. Januar 1891 in Münsterdorf; † 9. November 1970 in Hamburg) war ein deutscher Offizier und Jagdflieger.

## Studium und Ausbildung
Degelow besuchte das Gymnasium in Itzehoe; anschließend machte er ein Studium als Ingenieur an der Universität Darmstadt. Sein ursprüngliches Berufsziel war es, einen leitenden Posten bei den  Alsen’sche Portland-Cement-Fabriken in Itzehoe zu übernehmen. Aus diesem Grunde belegte er auch Vorlesungen in Psychologie. Nach dem Ende seines Studiums verbrachte er anderthalb Jahre in den USA und arbeitete dort in diversen Zementfabriken. Zurück in Deutschland, zog er nach Altona, weil seine Familie dort inzwischen lebte.

## Erster Weltkrieg
Da Degelow während seines Studiums seine Militärzeit in Hessen absolviert hatte, meldete er sich bei Ausbruch des Ersten Weltkriegs als Freiwilliger und trat in das 2. Nassauische Infanterie-Regiment Nr. 88 der Preußischen Armee ein. Mit dem Regiment kämpfte er zunächst an der Ostfront u. a. in der Winterschlacht in Masuren. Hier wurde er verwundet und zur Genesung in das Sanatorium Weißer Hirsch bei Dresden verlegt. Aufgrund seiner an der Front gezeigten Leistungen wurde er anschließend vom 1. Mai bis 31. Juli 1915 zum Offiziers-Aspiranten Kursus in Munster kommandiert und im Anschluss zum Leutnant der Reserve befördert. Als solcher war Degelow dann an der Westfront im Einsatz.
Degelow wählte später einen weißen Hirschen als Emblem, das er auf seinem Fokker D.VII-Kampfflugzeug anbringen ließ, das wie alle Flugzeuge seiner Staffel schwarz war. 1916 meldete er sich zur Fliegertruppe. Die Ausbildung erfolgte bei den Deutschen Flugzeug-Werken in Lindenthal bei Leipzig, später bei der Jagdstaffelschule in Valenciennes.
Ab 1. September 1916 diente Degelow als Jagdflieger, flog in der Jagdstaffel 7 unter Josef Jacobs und danach in der Jagdstaffel 40, zu der später auch Willy Rosenstein, ein Jude, stieß, der sich nach einer anti-semitischen Äußerung seines früheren Vorgesetzten Hermann Göring hatte versetzen lassen. Degelow gelangen insgesamt 30 Abschüsse feindlicher Flugzeuge. Er war der letzte deutsche Pilot des Ersten Weltkrieges, der mit dem Orden Pour le Mérite ausgezeichnet wurde, zwei Tage vor Ende des Krieges. Schon zuvor hatte er das Eiserne Kreuz II. und I. Klasse sowie das Ritterkreuz des Königlichen Hausorden von Hohenzollern mit Schwertern erhalten.
Nach Kriegsende wurde er am 11. Dezember 1918 aus dem Militärdienst entlassen, erhielt aber noch am 7. Juli 1921 den Charakter als Oberleutnant der Reserve verliehen.

## Nachkriegsjahre und Zeit des Nationalsozialismus
Schon 1919 hatte Degelow wieder eine Tätigkeit in der Zementindustrie aufgenommen. Durch den Stahlhelm, den Ring der Flieger und die „Ritterschaft des Ordens Pour le Merité“ blieb er mit seinen alten Kameraden in Kontakt. Neben seiner beruflichen Tätigkeit war er auch Oberlandesführer der SA-Reserve Pommern.
Nachdem die deutsche Luftwaffe im März 1935 gegründet worden war, wurde Degelow im August 1936 als Offizier reaktiviert, aber nicht mehr als Flieger eingesetzt. Am 1. April 1937 wurde er zum Hauptmann sowie am 1. August 1939 zum Major der Reserve befördert. Zwar wurde Degelow einmal kurz inhaftiert, weil er den Hitlergruß versehentlich nicht entboten hatte, ansonsten aber war er ein politischer Mitläufer der NS-Zeit.
Eine besondere Freundschaft verband ihn mit seinem zeitweiligen Vorgesetzten, dem Generalinspekteur der Luftwaffe, Erhard Milch, der eine schützende Hand über ihn hielt. Zweimal intervenierte Degelow für jüdische Freunde, darunter Willy Rosenstein, bei Reichsminister Göring, anschließend wurde ihm jedoch bedeutet, sich mit künftigen derartigen Anliegen an seine direkten Vorgesetzten zu wenden. 1940 wurde er dem Stab von Ernst Udet zugeteilt. Als es zwischen Udet und Göring zu Differenzen kam, ließ Milch Degelow vorsorglich erneut versetzen, um ihn aus Udets Umgebung zu entfernen. Am 2. August 1941 wurde Degelow von seinen militärischen Pflichten entbunden, beurlaubt und UK gestellt. Er wurde Vorstandsmitglied des Pommerschen Industrie-Vereins auf Aktien in Stettin.
In den letzten Kriegstagen musste Degelow mit seiner Familie, Frau und Sohn, aus Wolin nach Hamburg fliehen. Bei seiner Entnazifizierung kam ihm seine Entlassung aus dem Militär im Jahre 1941 zugute sowie die Zeugnisse der jüdischen Freunde, denen er geholfen hatte.

## Werke
- Mit dem weissen Hirsch durch dick und dünn. Altona-Ottensen 1920.